# کومیتو
کومیتو (به ژاپنی: 公明党, Kōmeitō)، یا به سادگی کومی یک حزب سیاسی در ژاپن است که توسط اعضای جنبش بودایی سوکا گاکای در سال ۱۹۶۴ تأسیس شد.